# Diaea multimaculata
Diaea multimaculata es una especie de araña cangrejo del género Diaea, familia Thomisidae. Fue descrita científicamente por Rainbow en 1904.

## Distribución
Esta especie se encuentra en el oeste de Australia.